# Plato's theologie
Onder Plato's theologie verstaat men zijn beredeneerde onderbouwing van een staatsgodsdienst, zoals beschreven in boek 10 van zijn late werk, de Wetten. Hierin wordt een parallel getrokken tussen de menselijke ziel en een 'wereldziel': Plato poogt 'materialistische' wereld verklaringen tegen te gaan door een bezield universum te schetsen, en tegelijk het morele relativisme van de Sofisten te vervangen door een van nature gegeven morele/religieuze orde.
Bij het onderstaande dient men zich te realiseren dat het Griekse woord theos niet dezelfde lading heeft als het woord 'God' in een monotheïstische context. 'God' en 'goddelijk' worden in het klassiek Grieks vaak gebruikt om aan te geven dat een bepaalde zaak 'verheven' is, boven het gewone, menselijke, uitstekend. Het duidt ook niet noodzakelijkerwijs een 'persoonlijke' God aan; Plato spreekt zonder onderscheid de ene keer over 'God', de andere keer over 'de goden'.

## Structurering
In het kader van de wetgeving tegen asebeia (letterlijk: gebrek aan respect; meestal te vertalen als godslastering) onderkent Plato in zijn voorwoord tot deze wetten drie vormen van asebeia:
- ontkennen dat de goden bestaan
- erkennen dat ze bestaan maar ontkennen dat ze zich met de mensen bemoeien
- erkennen dat ze bestaan en zich met de mensen bemoeien, maar aannemen dat ze te beïnvloeden zijn door gebed en offers.

## Bestaan van de goden
Plato schetst eerst de 'moderne' opvatting zoals die in Athene vigeert en die zijns inziens ten grondslag ligt aan deze vormen van asebeia:
Alles wat bestaat is tot stand gekomen door toeval, door techniek/kunst of van nature. Op grond van de natuur en toeval zijn de vier traditionele – levenloze – elementen (water, vuur, aarde, lucht) ontstaan, waaruit vervolgens hemellichamen ontstonden, waarna onder invloed van o.a. de afwisseling der seizoenen de levende wezens ontstonden. Dit alles geheel zonder planmatige inmenging (dat wil zeggen geen intelligent design). De mensen hebben vervolgens de techniek en de kunsten uitgevonden. Hiertoe behoren naast schilderkunst en poëzie ook politiek en wetgeving. Vanwege deze menselijke oorsprong kan wetgeving dus geen aanspraak maken op waarheid. Ook de goden zijn in deze opvatting artificieel, dat wil zeggen per decreet benoemd, verschillend per regio en tijd. Zo ook met ethische begrippen als rechtvaardigheid. Het gevolg daarvan is dat de mening van de 'sterkste' overwint (dit is weer Plato's inferentie).
De hier geschilderde opvatting ontleent enerzijds elementen aan de atomisten (ontstaan van de wereld op grond van toeval), anderzijds past de indeling in kunst-natuur-toeval als oorzaak in het contemporaine debat over de controverse nomos-phusis: wat is ontstaan van nature, en wat als gevolg van conventie? Dit debat is vooral door de Sofisten geëntameerd.
Volgens Plato is het juist andersom: de wet is wel degelijk van nature gegeven, of althans, heeft een minstens zo hoogwaardige oorsprong, dat wil zeggen: er is wel intelligentie betrokken geweest bij de totstandkoming ervan. Het 'bewijs' hiervoor gaat als volgt:
Ziel is de primaire bron van alle beweging. Zij onderscheidt zich van al het andere doordat ze zowel zichzelf als andere dingen kan bewegen; al het andere is of bewegingsloos, of heeft zijn beweging van iets anders ontvangen. Ziel is dus de primaire bron van beweging. We zeggen van hetgeen zichzelf kan bewegen dat het leeft. We zeggen ook van hetgeen een ziel heeft, dat het leeft. Dus mogen we zeggen dat ziel als definitie heeft: datgene wat zichzelf kan bewegen. Dus is ziel primair, 'ouder' dan al het andere, en ziel is 'van nature'. Maar dit geldt dan ook voor hetgeen verwant is met 'ziel', zoals oordeel, intelligentie, kunst/techniek, herinneringen, wilsbesluiten en wet.
Ziel is hiermee ook de initiator van alle bewegingen van de hemellichamen. De ziel bestiert daar alles middels haar bewegingen, die we wensen, gedachten, overwegingen, meningen, vertrouwen of vrees, afkeer of liefde noemen. In deze zin legt Plato de koppeling van de ziel als beweger van de hemellichamen, naar de ziel als instigator ('beweger') van menselijke activiteit. Een voorbeeld hiervan is te vinden in de Phaedo (98b-99d), waar Socrates zegt dat zijn beslissing om zich te onderwerpen aan de over hem uitgesproken straf (beslissing genomen door zijn ziel) aan de bron ligt van het feit dat hij nu in de kerker zit en niet weggelopen is (de fysieke beweging van zijn lichaam). Al deze voortbewegende zielen moeten we als goden beschouwen (899a). Daarmee is het atheïsme, de eerste vorm van asebeia, weerlegd: goden bestaan.
In 896e schrijft Plato n.a.v. de bewegingen van de hemellichamen: Een of meerdere zielen? - Laten we zeggen: in ieder geval niet minder dan twee: één, bron van het goede, één, bron van het slechte. Deze zin leent zich voor een dualistische interpretatie, als zou Plato een macht van het kwade naast een macht van het goede erkennen, en iemand als Franz Cumont ziet hier oriëntaalse invloed. Dit is evenwel de enige plaats waar Plato een dergelijk dualisme laat zien; qua teneur kan een platonische ziel alleen maar bron van het goede zijn. Maar omdat Plato het slechte niet ontkent, en ziel de bron van alles is, lijkt een dualisme onontkoombaar. Men dient zich echter te realiseren dat Plato eerder, bijvoorbeeld in de Phaedo, nog de pythagoreïsche sōma-sèma opvatting aanhing (ons lichaam -sōma- is het graf -sèma- voor de ziel), waarbij het kwaad aan het lichaam wordt toegeschreven. Hij heeft mogelijk niet alle implicaties van deze verandering onder ogen gezien.

## Theodicee
Aan hen die wel in de goden geloven, maar niet in hun actieve bemoeienis met de mensen, wordt ten eerste gevraagd of volgens hen de goden goed zijn, waarop ze bevestigend antwoorden. Dan kan het dus niet zo zijn, dat ze zich niet met ons bemoeien uit gemakzucht, onmacht of onkunde (immers iets slechts). De beoordelingsfout zit hem erin dat deze mensen niet inzien dat alles met het oog op het geheel is ingericht, niet met het oog op het individu. En zonder kennis van dat geheel kunnen ze niet goed beoordelen wat goed is voor dat geheel.
Maar deze mensen hebben nog een nadere aansporing nodig. En nu volgt wat T.S. Saunders een 'more sophisticated eschatology' heeft genoemd: een beschrijving van een mechanisme, waarin op automatische wijze slechte zielen naar beneden worden geplaatst, naar een plek die o.a. Hades wordt genoemd, en goede zielen naar een betere plaats, zodat soort bij soort komt, en gelijke zielen elkaar verder beïnvloeden. Deze wet gaat boven alle andere. Er wordt bij gezegd, dat de kwaliteit van ieders ziel wel ieders eigen verantwoordelijkheid is.
Men kan dit nauwelijks nog een mythe noemen, persoonlijk voorgestelde goden of personen zijn afwezig. Maar letterlijk nemen kan alleen al niet omdat de immateriële zielen hier een bepaalde plaats innemen. Het lijkt alsof ter verhoging van de geloofwaardigheid hier een regelmaat en een automatisme is geïntroduceerd, zodanig dat niemand eraan ontkomt. Het eschatologische proces wordt ontmythologiseerd. Opmerkelijk is verder dat dit mechanisme zowel tijdens ons leven als daarna geldt; een innovatie ten opzichte van Plato's eerdere eschatologische mythen (uit de Gorgias, Phaedo en Staat). Maar het paradoxale is dat juist door dit mechanische aspect het 'spirituele', waar het Plato om te doen is bijna ongedaan wordt gemaakt. Vermeldenswaard is de suggestie van E.R. Dodds dat met Hades hier een state of mind bedoeld is. Voor de happy few is dit dan betekenis, terwijl de rest dit verhaal letterlijk mag nemen. Hoe dan ook, hier moet de tweede soort godslasteraars het mee doen.

## Manipuleerbaarheid van de goden
Voor de derde groep: Plato gaat ervan uit dat het hier gaat om hebzuchtigen, die meer willen hebben dan anderen, wel wetende dat dat 'fout' is, maar die de goden dan trachten om te kopen middels offers en gebeden. Als de goden dat zouden toelaten, dan zouden ze nog slechter zijn dan honden die een kudde schapen bewaken, en die zich door een wolf laten overhalen om hem zijn gang te laten gaan, nadat hij hun beloofd heeft een deel van zijn buit aan hen over te laten. Dit is te onvoorstelbaar om serieus te nemen.

## Opvatting van Plato?
Wat geloofde Plato hier zelf van? Is deze hele staatsgodsdienst slechts bedoeld om het volk eronder te houden? Gregory Vlastos sprak van een political theology, en de context is inderdaad die van een staatsgodsdienst als onderdeel van een staatsinrichting. De 'mechanische mythe' wordt ook duidelijk aangekondigd als een verhaal ter aansporing. De algemene teneur echter, het primaat van het psychische boven het materiële, en het idee dat het universum bewust intelligent is ingericht, is zeker platonisch.
Hoe dit ook zij, en hoe men deze 'theologie' ook mag waarderen, het is wel enigszins treurig te zien, hoe de oude Plato in het vervolg van dit boek X van de Wetten de strengste straffen verordonneert tegen degenen die zich schuldig hebben gemaakt aan asebeia, - wat formeel precies de aanklacht was op grond waarvan Socrates tot het drinken van de gifbeker veroordeeld werd.